# Коронавірусна хвороба 2019 у Лівані
Пандемія COVID-19 у Лівані — це частина світової пандемії коронавірусної хвороби 2019 (COVID-19), спричиненої гострим респіраторним синдромом коронавірус 2 (SARS-CoV-2). Вірус вперше діагностовано в Лівані в лютому 2020 року. Станом на 10 червня 2020 р., Найбільш постраждалі населені пункти країни: Бейрут, Бхарре на півночі країни та Майдел Анджар у провінції Бекаа.

## Розвиток подій

### 2020
12 січня Всесвітня організація охорони здоров'я (ВООЗ) підтвердила, що коронавірус став причиною респіраторних захворювань у групі людей у місті Ухань, провінція Хубей, КНР, про яких ВООЗ стало відомо 31 грудня 2019.
На відміну від ГРВІ 2003 року, випадки летальності випадків для COVID-19 були значно нижчими, проте передача була значно більшою, зі значним загальним числом загиблих.
21 лютого 2020 року в Лівані було підтверджено перший випадок COVID-19: 45-річна жінка, яка поверталася з паломництва в Кумі, Іран отримала позитивну оцінку на SARS-CoV-2 і була переведена до лікарні в Бейруті.
26 лютого друга жінка, яка повернулася з Ірану тим же рейсом Mahan Air, як і перша пацієнтка, виявилась зараженою.
27 лютого 77-річний чоловік, який прибув з Ірану 24 лютого, виявився також зараженим.
28 лютого сирійка виявилась хворою.
29 лютого загалом було виявлено 7 випадків.
1 березня Міністерство охорони здоров'я оголосило про три нові випадки, що призвело до загальної кількості 13 випадків. Ці троє людей самоізолювалися після прибуття до Лівану з Ірану кількома днями раніше.
10 березня було зафіксовано першу смерть, пов'язану з коронавірусом, у Лівані.
11 березня — виявлено другу смерть (55-річний чоловік). Було також виявлено 9 нових випадків та перше одужання.
13 березня загальна кількість випадків досягла 78.
21 березня прем'єр-міністр Хассан Діаб у телевізійній промові закликав жителів Лівану дотримуватись соціального дистанціювання, додавши, що силовики будуть застосовувати заходи щодо підтримки карантину.
26 березня в Лівані ввели часткову комендантську годину з 19:00 до 5:00. Було оголошено 35 нових випадків, загальна кількість сягнула 368.
2 квітня посол Філіппін у Лівані Бернардіта Катала померла від COVID-19 у Бейруті у віці 62 років. Вона була першим філіппінським дипломатом, у кого виявили вірус. Human Rights Watch оприлюднили звіт, в якому говориться, що щонайменше 21 ліванські муніципалітети ввели дискримінаційні обмеження щодо сирійських біженців, які не застосовуються до жителів Лівану в рамках боротьби з COVID-19.
22 квітня палестинець із Сирії став першим зафіксованим випадком хвороби в таборі біженців Вавел у Бекаа. Загальна кількість випадків становила 682, 22 летальних.
5 травня карантин продовжено на 2 тижні, до 24 травня. Загальна кількість випадків склала 741, 25 смертей.
7 травня 25 громадян Лівану, що прибули з Нігерії, виявились хворими.
13 травня запроваджено повний карантин до 18 травня. Оголошено про 100 нових випадків за попередні 4 дні, загальна кількість склала 870, 26 смертей.
21 травня Міністерство охорони здоров'я Лівану повідомило про 63 нові випадки коронавірусу, що є найбільшим приростом на один день з початку спандемії. Багато нових випадків були наслідком повернення додому ліванських емігрантів.
6 серпня зафіксовано рекордні 255 нових випадків та дві смерті. Вибухи в Бейруті також завдали суттєвої шкоди лікарням, де перебували пацієнти з COVID-19.
11 серпня в Лівані оголосили 300 нових хворих та 7 смертей.
25 грудня в країні було виявлено новий штам коронавірусу з Британії.

### 2021
11 січня в країні було введено режим надзвичайної ситуації. Протягом січня в країні тривали протести проти карантину. 27 січня протестувальники пляшками із запальною сумішшю підпалили кімнату охорони біля входу до будівлі мерії Триполі, було залучено армію й бронетехніку.
6 лютого в Лівані було зареєстровано до використання російську вакцину Спутнік V.